# Jouala
Jouala  (in arabo الجوالة‎?) è un centro abitato e comune rurale del Marocco situato nella provincia di El Kelâat Es-Sraghna, regione di Marrakech-Safi. Conta una popolazione di 11 168 abitanti (censimento 2014).